# 5 Armia (Cesarstwo Niemieckie)

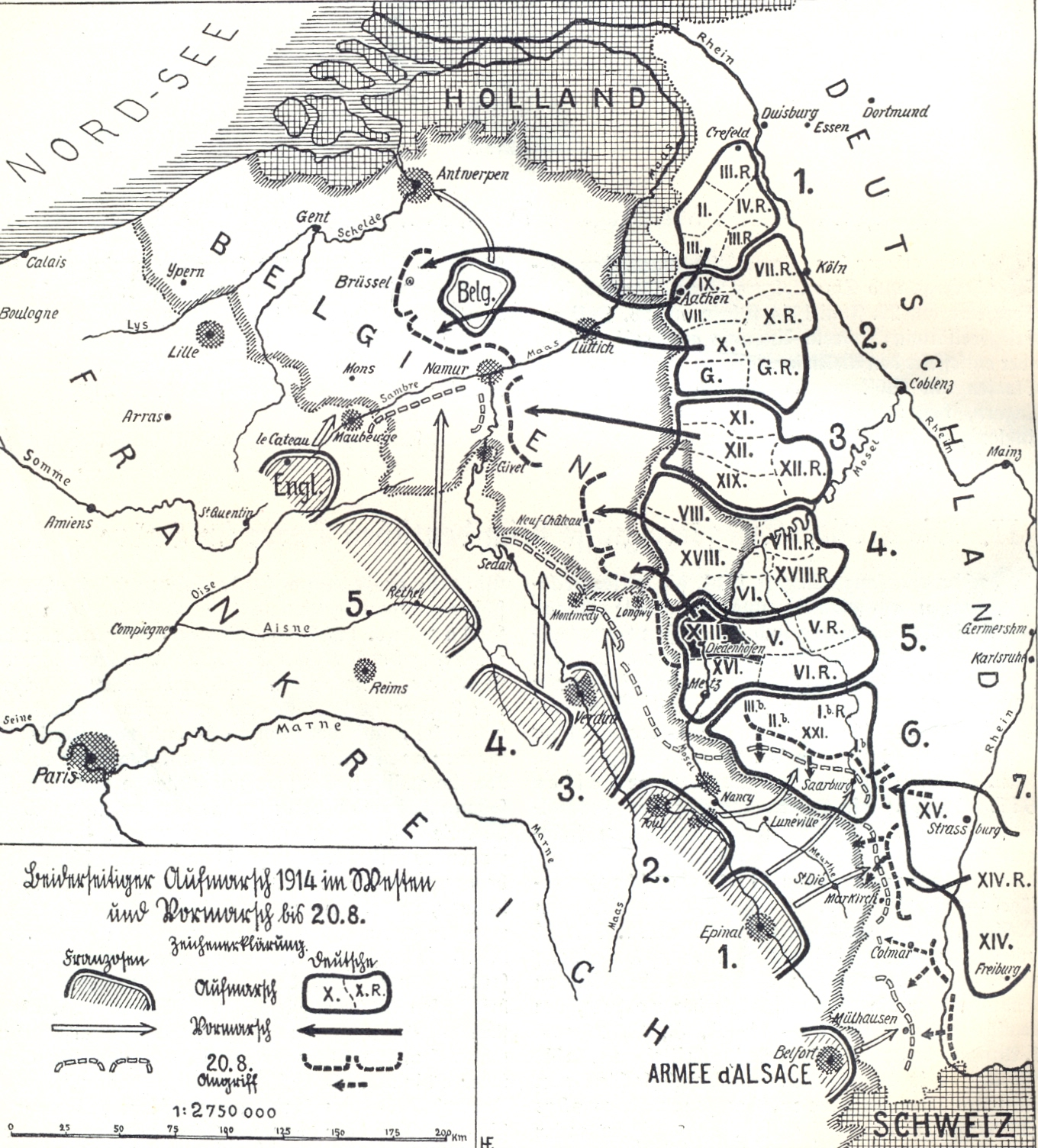
Rowiniecie niemieckich armii na froncie zachodnim w sierpniu 1914

5 Armia  (niem. 5. Armee)  – związek operacyjny Armii Cesarstwa Niemieckiego. 
W sierpniu 1914 rozwinięto w Niemczech do etatów wojennych związki operacyjne (armie). Tak zmobilizowaną 5 Armię Polową wysłano do walk na front zachodni.
Część sił armii utworzyła Grupę Operacyjną Strantza.

## Struktura organizacyjna
Skład od 2 VIII 1914 do 20 IX 1915:
- dowództwo armii
- V Korpus Armijny
- XIII Korpus Armijny
- XVI Korpus Armijny
- V Rezerwowy Korpus Armijny
- VI Rezerwowy Korpus Armijny
- II Korpus Landwehry
- 13 Mieszana Brygada Landwehry